# Hooverphonic Presents Jackie Cane
Hooverphonic Presents Jackie Cane – czwarty album studyjny belgijskiego zespołu Hooverphonic wydany przez Columbia Records w 2002. Jest to concept album opowiadający fikcyjną historię dziewczyny z show-biznesu Jackie Cane. Singlami były utwory "The World Is Mine", "Sometimes" i "One".

## Lista utworów
1. "Sometimes" (Alex Callier, Engel, Franz) – 3:59
2. "One" (Callier) – 3:21
3. "Human Interest" (Callier) – 3:49
4. "Nirvana Blue" (Callier) – 4:04
5. "The World Is Mine" (Geike Arnaert, Callier, Raymond Geerts) – 3:54
6. "Jackie's Delirium" (Callier) – 4:09
7. "Sad Song" (Callier) – 3:32
8. "Day After Day" (Callier) – 2:34
9. "Shampoo" (Callier) – 4:10
10. "Others Delight" (Arnaert, Callier) – 3:19
11. "Opium" (Callier, Geerts) – 3:46
12. "The Last Supper" (Callier) – 2:46
13. "The Kiss of Death" (Callier) – 2:41

## Muzycy
- Geike Arnaert - wokal
- Raymond Geerts - gitara
- Alex Callier - gitara basowa, programowanie